# 石黒慶蔵
石黒 慶蔵（いしぐろ けいぞう、1888年9月18日 - 1963年3月1日）は、日本の歯科医師、歯科医療器具発明家、歯科医院経営者。（社）鶴岡歯科医師会会長、（社）山形県歯科医師会理事。

## 人物
23歳年上の従兄弟に発明家・斎藤外市がいた事が影響したのか、歯科医師を務める傍ら、歯科医療器具の発明に熱心に取り組んで、数多くの新案特許を収得している。玄人の域に達していたと云われる、ラジオ受信機の組立てや芸術写真が趣味であった。また、当時の地元では、歯学士の学位を収得した歯科医師は珍しく関心を持たれた。

## 略歴
- 1888年（明治21年） - 山形県西田川郡鶴岡（現・鶴岡市）に石黒慶助の長男として生れる。
- 1906年（明治39年） - 荘内中学校（現・山形県立鶴岡南高等学校）卒業（同窓生に土屋竹雨がいた。）
- 石黒工場（父の経営する羽二重織物工場） 勤務
- 1913年（大正2年）3月 - 日本歯科医学専門学校（現・日本歯科大学）入学
- 在学中に学費を払えなくなったため、優等生となり学費を免除してもらう。
- 1916年（大正5年） - 同校を首席で卒業。歯学士号取得。
  - ドイツ留学を推薦されるも辞退。
  - 8月15日 - 鶴岡市内に歯科医院 開業、（社）山形県歯科医師会 入会
- 1917年（大正6年） - 鶴岡歯科医師会が設立され入会する。
  - 6月11日 - 山形県歯科医師会通常総会が鶴岡市の大宝館で開催され、上野裕、町野重治、阿部寛らと共に出席する。
- 1921年（大正10年） - （社）山形県歯科医師会理事 就任（1922年（大正11年）まで）
- 1925年（大正14年） - 鶴岡歯科医師会副会長 就任（翌年まで）
- 1929年（昭和4年） - 同副会長 就任（1930年（昭和5年）まで）
- 1930年（昭和5年） - （社）山形県歯科医師会理事 就任（1931年（昭和6年）まで）
- 1936年（昭和11年） - （社）山形県歯科医師会歯学術部委員 就任
- 1943年（昭和18年） - （社）山形県歯科医師会理事 就任（1944年（昭和19年）まで）
- 1946年（昭和21年）1月 - （社）山形県歯科医師会第2支部（鶴岡市区域）副支部長 就任
  - 同月、歯科医師会は、勤労報国促進特技隊として日本軍に協力したとして、全ての役員がGHQより公職追放させられ事実上解散する。
- 1947年（昭和22年）8月 - （社）鶴岡歯科医師会が新たに設立され会員となる。次男の進之助は理事に就任した。
- 1949年（昭和24年） - （社）鶴岡歯科医師会会長 就任
  - 同年、税金問題で同会長職を退く。
- 1952年（昭和27年） - （社）山形県歯科医師会代議員 就任（1953年（昭和28年）まで）
- 1962年（昭和37年） - 山形県歯科医師会功労表彰受賞
- 1963年（昭和38年） - 死去。74歳、鶴岡市の光明寺に墓がある。

## 家族親族
- 父：石黒慶助 - 『石黒工場』（羽二重織物工場）経営者
- 妻：? - 斎藤墨湖（画家）の孫
- 義妹：? - 川村智保（画家）の妻
- 従兄：斎藤外市 - 発明家
- 弟：石黒岩太 - 陸軍少将
- 長男：石黒慶之助 - 歯科医師、医学博士
- 次男：石黒進之助 - 歯科医師
- 孫：石黒慶一 - 歯科医師、歯学博士
- 孫：石黒豊 - 歯科医師